# Discurs del mètode
El Discurs del mètode és la principal obra del filòsof i científic René Descartes i es considera una obra fonamental de la filosofia occidental amb implicacions al desenvolupament de la filosofia i de la ciència.
Es va publicar de forma anònima a Leiden (República de les Set Províncies Unides), l'any 1637. Consistia, en realitat, en el pròleg de tres assajos: Diòptrica, Meteoros i Geometria; agrupats sota el títol conjunt d'Assaigs filosòfics.
Descartes va titular aquesta obra Discours de la méthode pour bien conduire sa raison, et chercher la vérité dans les sciences (Discurs del mètode per conduir bé la raó i cercar la veritat a les ciències) amb una finalitat molt precisa. En una carta que dirigí a Marin Mersenne li va explicar que l'havia titulat Discurs en lloc de Tractat per mostrar que no tenia intenció d'ensenyar, sinó de parlar. Amb això Descartes intenta allunyar-se de qualsevol problema que pugui sorgir amb els seus coetanis per les idees que conté aquesta obra i a més a més escapa d'una possible condemna eclesiàstica com li havia passat poc abans a Galileu amb les seves idees, les quals Descartes no considerava del tot encertades.

## Síntesi de l'obra
El mateix René Descartes, com apareix al prefaci, divideix el seu Discurs en sis parts:

### Primera part
Constitueix una autobiografia intel·lectual en la qual Descartes posa en dubte tots els coneixements apresos al llarg de la seva educació. En aquesta primera part René proposa un nou mètode per arribar a un saber que sigui segur. Al mateix temps realitza una dura crítica a les ciències i a la filosofia escolàstica del seu temps. Després d'aquesta crítica admet que només les matemàtiques i el coneixement d'altra gent, mitjançant els viatges, ofereixen un saber segur, però Descartes acaba també criticant els viatges degut a les contradiccions existents entre pobles que no li permeten arribar a descobrir la veritat. Conclou dient que l'única forma de trobar la veritat està en un mateix.

### Segona part
Al principi d'aquesta segona part ens parla d'una habitació d'hivern on junt amb una estufa va disposar de la tranquil·litat necessària per començar a elaborar el seu mètode. Tot seguit senyala que les ciències, en haver estat realitzades per diversos autors, cada un amb la seva pròpia opinió, no són portadores d'un vertader saber. Proposa renunciar a aquesta diversitat d'opinions que ens han estat ensenyades i en el seu lloc escollir-ne d'altres amb la pròpia raó. Descartes aclareix que aquesta reforma no està encaminada a reformar l'ensenyança oficial, ni l'ordre social, sinó que només exposa la manera segons la qual ell ha portat a terme una reforma del seu propi pensament. Un cop aclarit això, pren la radical decisió de dubtar de forma metòdica i provisional de tot el que l'envolta. A continuació exposa d'una forma molt breu els fonaments del seu nou mètode, els quals ha trobat en la lògica, en l'anàlisi geomètrica i en l'àlgebra. Aquest fonaments són aquestes quatre regles:

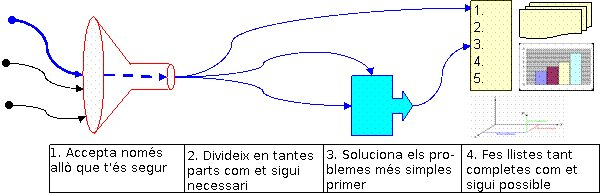
Quatre fonaments del Mètode de Descartes

1. La primera consisteix en no admetre mai res com a vertader sense haver conegut amb evidència que així és.
2. La segona, consisteix a dividir cada una de les dificultats a examinar en tantes parts com sigui possible i necessari per a una millor solució.
3. La tercera, consisteix a conduir amb ordre els propis pensaments, començant pels objectes més simples i fàcils de conèixer, per ascendir de mica en mica, gradualment, fins al coneixement dels més complexes.
4. I la quarta, consisteix a fer enumeracions tant completes i revisions tant àmplies, que s'arribi a estar segur de no haver omès res.

Formulades aquestes regles Descartes les va aplicar a les matemàtiques, per ser considerades l'objecte més simple i clar. Gràcies a aquesta aplicació va adaptar el càlcul algebraic i l'anàlisi a la solució de problemes. Va concebre aleshores el projecte filosòfic de fonamentar la ciència en general.

### Tercera part (moral provisional)
Descartes havia establert a la segona part el dubte metòdic per poder arribar a la veritat, però a la tercera part explica que, mentre es dedicava a estudiar això, havia de crear una moral provisional que regís la seva vida. Aquesta moral provisional tenia una sèrie de màximes:
1. La primera consistia a obeir les lleis i els costums del seu país, conservar la religió i guiar-se per les opinions més moderades.
2. La segona consistia a ser el més ferm i decidit possible en les accions i en seguir les opinions més dubtoses com si haguessin estat vertaderes un cop s'hagués determinat per elles.
3. La tercera consistia a canviar els propis desitjos abans que l'ordre del món. Afirma que res excepte els pensaments estan completament en el nostre poder.

Com a conclusió a la seva moral provisional el primer pensador modern decideix dedicar tota la seva vida a cultivar la raó i a avançar en el coneixement mitjançant l'ús del seu mètode. Per posar en pràctica el mètode, Descartes decideix posar-se a viatjar i a conversar amb gent. Durant nou anys porta a terme aquesta feina, malgrat que durant aquest temps avança molt en el coneixement de la veritat no aconsegueix trobar els fonaments d'una filosofia "més certa que la vulgar". Per realitzar aquesta nova filosofia es dirigeix a Països Baixos on la Guerra dels Trenta Anys li ofereix el marc ideal per porta a terme aquesta feina.

### Quarta part
La quarta part és el capítol central del Discurs del mètode i en ell Descartes crea una nova filosofia seguint les regles del mètode exposat a la segona part.
El primer que fa és posar en pràctica el dubte metòdic, això és, dubtar de tot l'existent, la qual cosa el porta al primer principi de la seva filosofia: cogito, ergo sum (penso, aleshores existeixo), ja que mentre pensa que tot és fals és absolutament necessari que ell pensi i, per tant, és quelcom i existeix.
A partir d'aquest primer principi Descartes estableix l'existència de Déu. El primer argument que dona per justificar l'existència de Déu és que si tenim consciència que la nostra naturalesa és imperfecte és perquè sabem en què consisteix la naturalesa perfecte.
El segon argument parteix de la nostra pròpia imperfecció, ja que si nosaltres que coneixem el que és perfecte ens haguéssim creat a nosaltres mateixos ens hauríem fet perfectes. Per tant, cal un creador del nostre ser, que té en si aquestes perfeccions, Déu, del qual depèn tot i sense el qual res podria existir.
L'últim argument que dona per justificar l'existència de Déu és que Déu, entès com la perfecció, és el més gran que es pot arribar a imaginar. Déu ha d'existir -"argument ontològic" de Sant Anselm-, ja que sinó, podria pensar-se en quelcom més perfecte i aleshores, això seria Déu.
L'existència de Déu alhora ens mostra l'existència del món, ja que si Déu en ser infinitament bo i vertader no pot permetre que ens enganyem al creure que el món no existeix, és així com Déu ens garanteix l'evidència de les nostres idees.
Però Descartes, al final, tenint en compte el que ha dit, afirma que és el nostre deure i no el de Déu, alliberar-nos de les il·lusions i evitar els errors.

### Cinquena part
En aquest capítol explica breument el contingut de Le monde. Aborda l'explicació de la formació del món organitzant-lo al voltant del problema de la llum: el sol la produeix, els cels la transmeten, la terra i els planetes la reflecteixen, i l'home n'és el seu espectador.
Després d'això estableix les principals funcions de l'ésser viu. Sosté que el cor es dilata i es contrau degut a la calor que emet i que gràcies a això els "esperits animals" són transportats a diversos òrgans.
Per acabar, Descartes prova la distinció de l'home enfront dels animals perquè els homes necessiten pensament o ànima racional. Afirma que l'organisme dels animals és només una complexa màquina automàtica. Demostra que els animals no tenen ànima i que l'ànima de l'home és independent del cos i inmortal. No deixa de ser interessant senyalar, referent a això, que part de la societat del seu temps martiritzava als animals domèstics, argumentant que els seus crits no eren mostres de dolor, sinó reaccions materials i mecàniques.

### Sisena part
En aquest últim capítol Descartes estableix una sèrie de reflexions sobre l'abast de la investigació científica i fins i tot es qüestiona la publicació de les seves investigacions sospesant les raons a favor i en contra. Així, en primer lloc, el progrés de la ciència reporta múltiples beneficis materials i morals. En segon lloc, el progrés científic necessita la comunicació de les experiències d'altres persones.
D'altra banda, Descartes és rebec envers la publicació de les seves investigacions, perquè aquestes poden veure's mesclades en grans controvèrsies amb l'esperit religiós després pels teòlegs de l'època, que el portarien a desaprofitar el seu temps.
Totes aquestes raons porten a Descartes a publicar només el Discurs del mètode i els assaigs que l'acompanyen. Ja, al final de l'obra, afirma que es va a consagrar a la medicina i de nou afirma que no vol ser important al món, per poder així dedicar-se a l'estudi sense obstacles i sense distraccions.

## Edicions en català
A més de traduccions parcials del Discurs de mètode hi han versions al català com:
- Descartes,R. Discurs del mètode, per a ben conduir la raó i en cercar la veritat a les ciències Traducció de Joaquim Xirau, Barcelona: Barcino, 1935. Traducció reeditada i revisada per A. Furió dins Quintás, G. et al. Descartes. Llegir el Discurs del mètode. València: Publicacions de la Universitat de València, 2010.
- Descartes, R. El Discurs del Mètode. Traducció de Bosch i Veciana, Antoni. Madrid: Alhambra, 1989. Reeditat l’any 1993.
- Descartes, R. Discurs del Mètode. Traducció i edició de Pere Lluís Font. Barcelona: Edicions 62, 1966. Reedicions de 1999, 2002, 2008 i 2013.